# Canton de Garéoult
Le canton de Garéoult est une circonscription électorale française située dans le département du Var et la région Provence-Alpes-Côte d'Azur.

## Histoire
Un nouveau découpage territorial du Var entre en vigueur à l'occasion des premières élections départementales suivant le décret du 27 février 2014. Les conseillers départementaux sont, à compter de ces élections, élus au scrutin majoritaire binominal mixte. Les électeurs de chaque canton élisent au Conseil départemental, nouvelle appellation du Conseil général, deux membres de sexe différent, qui se présentent en binôme de candidats. Les conseillers départementaux sont élus pour 6 ans au scrutin binominal majoritaire à deux tours, l'accès au second tour nécessitant 12,5 % des inscrits au 1er tour. En outre la totalité des conseillers départementaux est renouvelée. Ce nouveau mode de scrutin nécessite un redécoupage des cantons dont le nombre est divisé par deux avec arrondi à l'unité impaire supérieure si ce nombre n'est pas entier impair, assorti de conditions de seuils minimaux. Dans le Var, le nombre de cantons passe ainsi de 43 à 23.
Le canton de Garéoult est formé de communes des anciens cantons de Brignoles (1 commune), de Cuers (3 communes) et de La Roquebrussanne (8 communes). Avec ce redécoupage administratif, le territoire du canton s'affranchit des limites d'arrondissements, avec 11 communes incluses dans l'arrondissement de Brignoles et 1 dans l'arrondissement de Toulon. Le bureau centralisateur est situé à Garéoult.

## Représentation
| Période élective | Période élective | Mandat | Mandat   | Identité             | Nuance | Nuance | Qualité                                                                          |
| ---------------- | ---------------- | ------ | -------- | -------------------- | ------ | ------ | -------------------------------------------------------------------------------- |
| 2015             | 2021             | 2015   | 2021     | Jacques Danvy        |        | RN     | Cadre de la fonction publique territoriale Conseiller municipal de Forcalqueiret |
| 2015             | 2021             | 2015   | 2021     | Jessica Hoet         |        | RN     | Artisan esthéticienne à Toulon                                                   |
| 2021             | 2028             | 2021   | en cours | Jean-Martin Guisiano |        | DVD    | Avocat, maire de Méounes-lès-Montrieux                                           |
| 2021             | 2028             | 2021   | en cours | Marie-Laure Ponchon  |        | DVD    | Adjointe au maire de Garéoult                                                    |

### Résultats détaillés

#### Élections de mars 2015
À l'issue du 1er tour des élections départementales de 2015, deux binômes sont en ballottage : Jacques Danvy et Jessica Hoet (FN, 41,97 %) et Sandra Bellazini et André Guiol (PS, 25,84 %). Le taux de participation est de 50,42 % (14 760 votants sur 29 275 inscrits) contre 49,77 % au niveau départemental et 50,17 % au niveau national.
Au second tour, Jacques Danvy et Jessica Hoet (FN) sont élus avec 52,24 % des suffrages exprimés et un taux de participation de 52,59 % (7 388 voix pour 15 396 votants et 29 276 inscrits).

#### Élections de juin 2021
Le premier tour des élections départementales de 2021 est marqué par un très faible taux de participation (33,26 % au niveau national). Dans le canton de Garéoult, ce taux de participation est de 30,28 % (9 715 votants sur 32 079 inscrits) contre 33,03 % au niveau départemental. À l'issue de ce premier tour, deux binômes sont en ballottage : Jacques Danvy et Jessica Hoet (RN, 44,64 %) et Jean-Martin Guisiano et Marie-Laure Ponchon (DVD, 24,34 %).
Le second tour des élections est marqué une nouvelle fois par une abstention massive équivalente au premier tour. Les taux de participation sont de 34,36 % au niveau national, 36,4 % dans le département et 33,45 % dans le canton de Garéoult. Jean-Martin Guisiano et Marie-Laure Ponchon (DVD) sont élus avec 51 % des suffrages exprimés (5 159 voix pour 10 731 votants et 32 078 inscrits),,.

## Composition
Le canton de Garéoult comprend douze communes entières.
| Nom                              | Code Insee | Intercommunalité                 | Superficie (km2) | Population (dernière pop. légale) | Densité (hab./km2) | Modifier                                    |
| -------------------------------- | ---------- | -------------------------------- | ---------------- | --------------------------------- | ------------------ | ------------------------------------------- |
| Garéoult (bureau centralisateur) | 83064      | CA de la Provence Verte          | 15,75            | 5 579 (2022)                      | 354                | modifier les données · modifier les données |
| Camps-la-Source                  | 83030      | CA de la Provence Verte          | 22,47            | 1 920 (2022)                      | 85                 | modifier les données · modifier les données |
| Carnoules                        | 83033      | CC Cœur du Var                   | 25,49            | 4 120 (2022)                      | 162                | modifier les données · modifier les données |
| Forcalqueiret                    | 83059      | CA de la Provence Verte          | 10,33            | 3 353 (2022)                      | 325                | modifier les données · modifier les données |
| Mazaugues                        | 83076      | CA de la Provence Verte          | 53,79            | 894 (2022)                        | 17                 | modifier les données · modifier les données |
| Méounes-lès-Montrieux            | 83077      | CA de la Provence Verte          | 40,92            | 2 260 (2022)                      | 55                 | modifier les données · modifier les données |
| Néoules                          | 83088      | CA de la Provence Verte          | 25,08            | 2 956 (2022)                      | 118                | modifier les données · modifier les données |
| Pierrefeu-du-Var                 | 83091      | CC Méditerranée Porte des Maures | 58,36            | 6 084 (2022)                      | 104                | modifier les données · modifier les données |
| Puget-Ville                      | 83100      | CC Cœur du Var                   | 36,83            | 4 568 (2022)                      | 124                | modifier les données · modifier les données |
| Rocbaron                         | 83106      | CA de la Provence Verte          | 20,28            | 5 489 (2022)                      | 271                | modifier les données · modifier les données |
| La Roquebrussanne                | 83108      | CA de la Provence Verte          | 37,05            | 2 199 (2022)                      | 59                 | modifier les données · modifier les données |
| Sainte-Anastasie-sur-Issole      | 83111      | CA de la Provence Verte          | 10,71            | 2 138 (2022)                      | 200                | modifier les données · modifier les données |
| Canton de Garéoult               | 8307       |                                  | 357,06           | 41 560 (2022)                     | 116                | modifier les données                        |

## Démographie
En 2022, le canton comptait 41 560 habitants, en évolution de +6,47 % par rapport à 2016 (Var : +4,98 %, France hors Mayotte : +2,11 %).
| 2013   | 2018   | 2022   |
| ------ | ------ | ------ |
| 37 762 | 39 502 | 41 560 |